# 恋人はバンパイア
『恋人はバンパイア』（英：Some Real Fangs）は、2005年に製作されたカナダの短編映画。デズリ・リム監督作品。
「山形国際ムービーフェスティバル(YMF)受賞監督作品集」というテーマで、『116』『恋人はバンパイア』『My First Kiss』の短編3作品を収録したDVDが発売されている。

## キャスト
- タラ：セピデー・サイー
- ネリー：ナタリー・スカイ
- レズリー：ルヴィア・ピーターセン